# Simon Benedikt Faistenberger

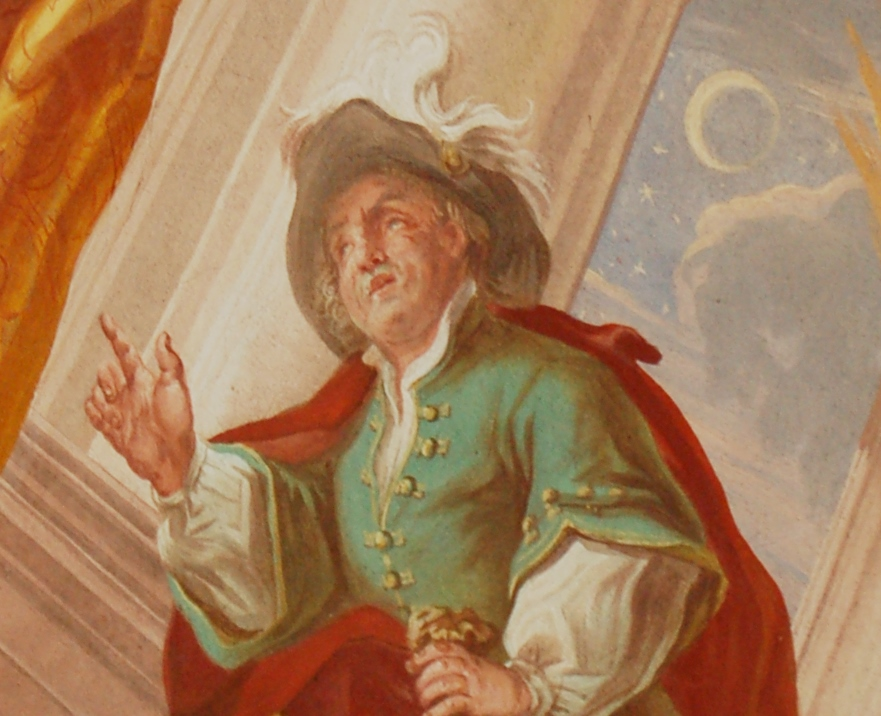
Selbstporträt von Simon Benedikt Faistenberger am Gewölbe der St. Nikolauskirche in der Weitau bei St. Johann in Tirol 1744.

Simon Benedikt Faistenberger (getauft am 27. Oktober 1695 in Kitzbühel; † 22. April 1759 in Kitzbühel) war ein österreichischer Maler.

## Leben
Simon Benedikt Faistenberger ist Sohn des Kitzbüheler Malers Ignaz Faistenberger (1662–1728). Nach einer Ausbildung beim Vater ging er nach München zur Lehre bei Johann Anton Gumpp, wo auch sein Onkel Andreas als Bildhauer tätig war. Simon Benedikt Faistenberger war Gehilfe Rottmayrs bei der Ausmalung von Stift Melk und lernte in dieser Zeit auch Werke von Rubens kennen.
Ab 1727 ist er wieder in Kitzbühel ansässig, heiratet dort 1730 die Tochter des Gerichtspflegers, Maria Elisabeth Falger, und erlangt 1733 das Bürgerrecht. Er wurde Mitglied des Inneren Rats und war von 1752 bis 1757 Bürgermeister der Stadt Kitzbühel.
Als einer der bedeutendsten Maler des Tiroler Unterlandes in seiner Zeit schuf er vor allem Kirchenfresken in Kitzbühel und Umgebung, die sich durch bewegte Kompositionen und perspektivische Verkürzungen auszeichnen. Daneben gibt es auch mehrere Tafelbilder aus seiner Hand, wobei hier seine Stärke im Porträt liegt.

## Werke
- Leinwandbild Kreuzigung in der Filialkirche Erpfendorf in Kirchdorf in Tirol (1720)[1]
- Restfresko Kreuzigung Petri über der Orgelempore in der Pfarrkirche Kössen (1722)[1]
- Fresko Kreuzigung und Auferstehung Christi in der Friedhofskapelle St. Johann in Tirol (1724)
- Leinwandbild Heilige Familie in der Marienkapelle der Pfarrkirche Kramsach (1725)[1]
- Fresken in der Johann-Nepomuk-Kapelle in Kitzbühel (1727)[1]
- Gewölbefresken in der Dekanatspfarrkirche Maria Himmelfahrt in St. Johann in Tirol (1727)
- Deckengemälde in den Chören der Pfarrkirche Rattenberg (1729)[1]
- Fresken in der Rerobichlkapelle bei Oberndorf in Tirol (1732)
- Freskenmedaillons in der Pfarrkirche Oberndorf in Tirol (1734)[1]
- Ehemalige Gewölbe- und Wandmalereien in der Pfarrkirche Kirchberg in Tirol (1739), 1835 von Johann Endfelder übermalt[1]
- Barocke Fresken im Gewölbe und Wänden in der Liebfrauenkirche, Kitzbühel (1739)[1]
- Gewölbefresken in der ehemaligen Spitalskirche St. Nikolaus in der Weitau bei St. Johann in Tirol (1744)
- Leinwandbild hl. Dominikus, Leinwandbild Maria Magdalena in der Dekanatspfarrkirche Brixen im Thale (1747)[1]
- Gewölbemalereien in der Pfarrkirche Jochberg (1750)[1]
- Leinwandbild, Kruzifix und Stationsbilder in der Pfarrkirche Aurach bei Kitzbühel (um 1750)[1]
- Deckenfresko Glorie der hl. Rosa von Lima in der Rosakapelle in Kitzbühel (nach 1751)[1]
- Gewölbemalereien in der Pfarrkirche St. Ulrich am Pillersee (nach 1751)[1]
- Ehemalige Seitenaltarblätter Krönung Mariä und Petrus der Pfarrkirche Fieberbrunn (1754)[1]